# مها الساعاتي
مها الساعاتي (بالإنجليزية: Maha Al-Saati) مخرجة سعودية، تعمل أستاذة في كلية التصاميم بجامعة الإمام عبد الرحمن بن فيصل بالدمام بالسعودية حيث تقوم بتدريس مواد الميديا والأفلام، كما تقوم بالتدريس باستخدام الخيال العلمي. تغلب على أفلامها الطابع الخيالي الغريب حيث فلمها القصير «الخوف: صوتيا» يحكي قصة نهاية العالم والظلم تجاه الحيوانات بالإضافة لاستعراضه فلسفة عن الحياة والموت. وقد عرض الفلم في مهرجان فنتاستك فست للأفلام الخيالية بأمريكا ومهرجان الأفلام العربية في معهد العالم العربي في باريس. كما أن الثيمة تكررت في فصل "البطل لم يعد يموت في الرواية السعودية" في كتاب عن "Death within the text"  حيث تعتمد على أفكار الناقد إرنست بيكر (كاتب).
كما تستعرض التنميط الجندري للمرأة في أفلامها وذلك ينعكس في فلمها الكوميدي القصير «شعر: قصة عشب» والذي يتناول قصة رجل يعاني من تأخر نمو العقل وفتاة «مشعرة الجسم» مسؤولة عنه. وهو الفلم الذي جعل الساعاتي تحوز على زمالة رابطة هوليوود للصحافة الأجنبية لعام 2021  كما عرض في مهرجان فنتاستك فست، مهرجان سلامدانس ومهرجان هولي شورتس. كما نجد ثيمة التنميط الجندري في فلمها القصير «دورة تفاح» والذي يروى في قالب خيالي يشبه قصص أميرات ديزني، وعرض الفلم في أكاديمية فنون وعلوم الصور المتحركة بالإضافة لمهرجان مالمو السويدي للسينما العربية.
فاز سيناريو فلمها «هج إلى ديزني» في مهرجان الجونة السينمائي وستكون بطلته الأساسية الممثلة السعودية دينا شهابي، وقد تم تطوير الفلم كذلك مع معمل مهرجان البحر الأحمر السينمائي الدولي ومعمل تورينو للأفلام ومعمل مهرجان تورونتو السينمائي الدولي. وينقد الفلم فكرة «الحلم الأمريكي» وتقول عن فلمها بأنه ينتقد ثقافة الاستهلاكية بالإضافة إلى النهايات السعيدة التي تروجها أفلام ديزني للأطفال حيث تعطي انطباعا غير واقعي عن العالم تحاول أن تجسده في فلمها.
تتناول أفلامها مواضيع عن العنصرية والتنمر الاجتماعي فقد جسدت بطريقة كوميدية العنصرية ضد السود في فلمها القصير "شريط فيديو تبدل" والذي قامت بكتابته مع الكاتب والممثل معتصم ناصر وقامت ببطولته الممثلتين السعوديتين سارة طيبة (كاتبة وممثلة جميل جداً (مسلسل)) وعائشة الرفاعي والذي عرض في مهرجان البحر الأحمر، بالم سبرينق وحصل على تنويه شرفي في مهرجان فنتاستك فست للأفلام الخيالية بالاضافة لفوزه في مهرجان أسوان الدولي لأفلام المرأة ومهرجان روتردام للفيلم العربي ومهرجان مزنة للفلم العربي. تهتم الساعاتي بتغطية مواضيع متعلقة بحقوق الحيوانات والبيئة في أفلامها، وذلك ما يتضح في فلمها "الخوف صوتيا" وأفلامها بعده ويتضح اهتمامها بتخطيط المدينة في طريقة اختيارها للقطات وانتقدت كيف تصمم المدن حول السيارات دون اي اعتبار للأبعاد البشرية أو الحيوانات.